# Xysticus tenebrosus ohridensis
Xysticus tenebrosus là một phân loài nhện trong họ Thomisidae.
Loài này thuộc chi Xysticus. Xysticus tenebrosus ohridensis được miêu tả năm 1944 bởi Silhavy.